# Ангроня
Ангро̀ня (на италиански: Angrogna; на пиемонтски: Angreugna, Ангреуня, на окситански: Angruenha, Енгреуня) е село и община в Метрополен град Торино, регион Пиемонт, Северна Италия. Разположено е на 782 m надморска височина. Към 1 януари 2020 г. населението на общината е 845 души, от които 16 са чужди граждани.